# Prvenstvo Anglije 1929
Prvenstvo Anglije 1929 v tenisu.

## Moški posamično
Henri Cochet :  Jean Borotra, 6-4, 6-3, 6-4

## Ženske posamično
Helen Wills :  Helen Hull Jacobs, 6-1, 6-2

## Moške dvojice
Wilmer Allison /  John Van Ryn :  Ian Collins /  Colin Gregory  6–4, 5–7, 6–3, 10–12, 6–4

## Ženske dvojice
Phoebe Holcroft Watson /  Peggy Saunders :  Phyllis Covell /  Dorothy Shepherd Barron 6–4, 8–6

## Mešane dvojice
Helen Wills  /  Frank Hunter :  Joan Fry /  Ian Collins 6–1, 6–4